# Nuncjatura Apostolska w Irlandii
Nuncjatura Apostolska w Irlandii – misja dyplomatyczna Stolicy Apostolskiej w Irlandii. Siedziba nuncjusza apostolskiego mieści się w Dublinie.
Nuncjusz apostolski pełni tradycyjnie godność dziekana korpusu dyplomatycznego akredytowanego w Irlandii od momentu przedstawienia listów uwierzytelniających.
Nuncjusz apostolski w Irlandii odpowiada również za kontakty z Kościołem katolickim w Irlandii Północnej.

## Historia
27 listopada 1929 papież Pius XI utworzył Nuncjaturę Apostolską w Irlandii.

## Nuncjusze apostolscy w Irlandii
- abp Paschal Charles Robinson OFM (1929 - 1948) Irlandczyk
- abp Ettore Felici (1949 - 1951) Włoch
- abp Gerald Patrick Aloysius O’Hara (1951 - 1954) Amerykanin
- abp Albert Levame (1954 - 1958) Monakijczyk
- abp Antonio Riberi (1959 - 1962) Monakijczyk
- abp Giuseppe Maria Sensi (1962 - 1967) Włoch
- abp Joseph Francis McGeough (1967 - 1969) Amerykanin
- abp Gaetano Alibrandi (1969 - 1989) Włoch
- abp Emanuele Gerada (1989 - 1995) Maltańczyk
- abp Luciano Storero (1995 - 2000) Włoch
- abp Giuseppe Lazzarotto (2000 - 2007) Włoch
- abp Giuseppe Leanza (2008 - 2011) Włoch
- abp Charles Brown (2011 - 2017) Amerykanin
- abp Jude Thaddeus Okolo (2017 - 2022) Nigeryjczyk
- abp Luis Mariano Montemayor (od 2023) Argentyńczyk